# Antoni Konstanty Kwiatkowski
Antoni Konstanty Kwiatkowski (ur. 12 grudnia 1899 w majątku Milewko, zm. między 9 a 11 kwietnia 1940 w Katyniu) – doktor nauk technicznych, inżynier geodeta, porucznik rezerwy uzbrojenia Wojska Polskiego, ofiara zbrodni katyńskiej.

## Życiorys
Urodził się w rodzinie Ludwika i Heleny z Krempskich. Członek POW. Uczestnik wojny polsko-bolszewickiej. Absolwent Politechniki Warszawskiej.      
W okresie międzywojennym pracował jako adiunkt, wykładowca na Politechnice Warszawskiej. Był współpracownikiem naukowym w Głównym Urzędzie Miar. Publikował prace naukowe.    
W 1929 ukończył Szkołę Podchorążych Rezerwy Artylerii. W 1934 był podporucznikiem rezerwy uzbrojenia ze starszeństwem z dniem 1 lipca 1925 i 93 lokatą, należał do Kadry 1 Oddziału Służby Uzbrojenia i podlegał pod PKU Warszawa-Miasto III.  Awansował do stopnia porucznika uzbrojenia 1 lutego 1935. Był przydzielony do kadry 1 Oddziału Służby Uzbrojenia.    
Podczas kampanii wrześniowej wzięty do niewoli przez Sowietów. Według stanu na kwiecień 1940 był jeńcem obozu w Kozielsku. Między 7 a 9 kwietnia 1940 przekazany do dyspozycji naczelnika smoleńskiego obwodu NKWD – lista wywózkowa 017/3 poz. 92 nr akt 46 z 2.04.1940. Został zamordowany między 9 a 11 kwietnia 1940 przez NKWD w lesie katyńskim. Zidentyfikowany podczas ekshumacji prowadzonej przez Niemców w 1943, zapis w dzienniku ekshumacji z dnia 28.05.1943 pod numerem 3474. Przy szczątkach Antoniego Kwiatkowskiego kartę przydziału służbowego, dowód osobisty, paszport, legitymację urzędnika państwowego, dyplom Politechniki Warszawskiej inżyniera geodety. Figuruje na liście AM-257-3474 i liście Komisji Technicznej PCK pod numerem: GARF-126-03474 jako Stanisław Kuszelski. Nazwisko Kwiatkowskiego znajduje się na liście ofiar (pod nr 3474) opublikowanej w Gońcu Krakowskim nr 177, w Nowym Kurierze Warszawskim nr 169 z 1943. Krewni do 1991 poszukiwali informacji przez Biuro Informacji i Badań Polskiego Czerwonego Krzyża w Warszawie.      
Był żonaty z Wandą z Maniewskich (1906-1980), z którą miał córkę Elżbietę i syna Stefana (1928-1944), poległego w powstaniu warszawskim. Żona i syn zostali pochowani na cmentarzu Powązkowskim w Warszawie (kwatera 111, rząd 1, grób 23). Jest to również grób symboliczny Antoniego Kwiatkowskiego.
5 października 2007 minister obrony narodowej Aleksander Szczygło mianował go pośmiertnie na stopień kapitana. Awans został ogłoszony 9 listopada 2007, w Warszawie, w trakcie uroczystości „Katyń Pamiętamy – Uczcijmy Pamięć Bohaterów”.

## Ordery i odznaczenia
- Krzyż Walecznych[1]
- Krzyż Kampanii Wrześniowej – pośmiertnie 1 stycznia 1986[11]